# 堪萨斯市立体育场
堪萨斯城市立体育场（英語：Municipal Stadium）是美国中部的一座美式棒球和橄榄球体育场，位于密苏里州堪萨斯城的布鲁克林大道和东22街的拐角处。
1923年至1955年间，市立体育场主办了美国协会的小联盟队伍堪萨斯城蓝调队和黑人联盟的堪萨斯城君主队的比赛。
1955年的棒球赛季之前，堪萨斯城运动家队从费城迁至堪萨斯城，该体育场几乎完全重建。
1960年，该体育场举办了美国职业棒球大联盟全明星赛 。1971年圣诞节，酋长队和迈阿密海豚队在该体育场举办了季后赛比赛。1945年，杰基·罗宾森在该球场为堪萨斯城君主队球场效力，直到其被布鲁克林道奇队签约。

## 拆除与改建
体育场于1976年拆除，其旧址改建成市立花园。如今该区域已被重新开发为新的独户住宅区。

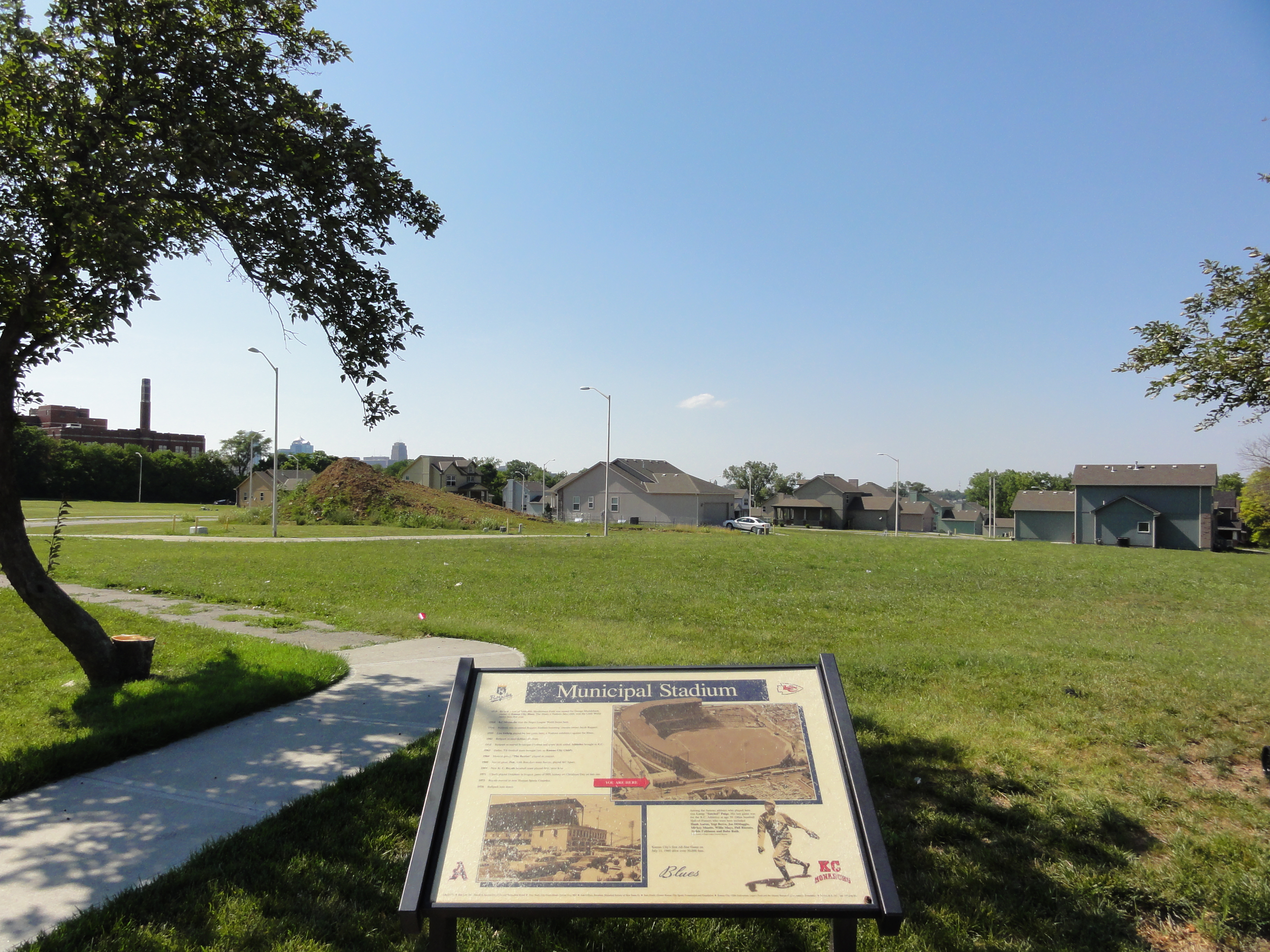
堪萨斯城市立体育场遗址，摄于2012年

该街区至今仍保留着位于18号布鲁克林街的亚瑟·布莱恩特烧烤店（英文：Arthur Bryant's Barbecue）。该烧烤店成立于1908年，曾深受球迷和球员的喜爱。 

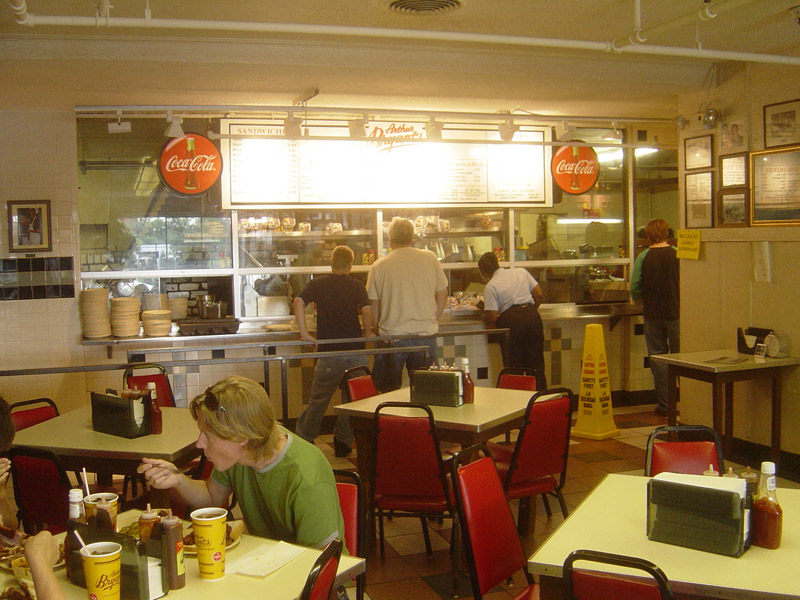
2006年时亚瑟·布莱恩特烧烤店内部景象

1990年，黑人联盟棒球博物馆在前君主队名宿巴克·奥尼尔的帮助下建成，并于1997年开放。博物馆选址正是1920年黑人联盟创立的地点。该博物馆毗邻美国爵士乐博物馆，距离市立体育场不过数百米。   

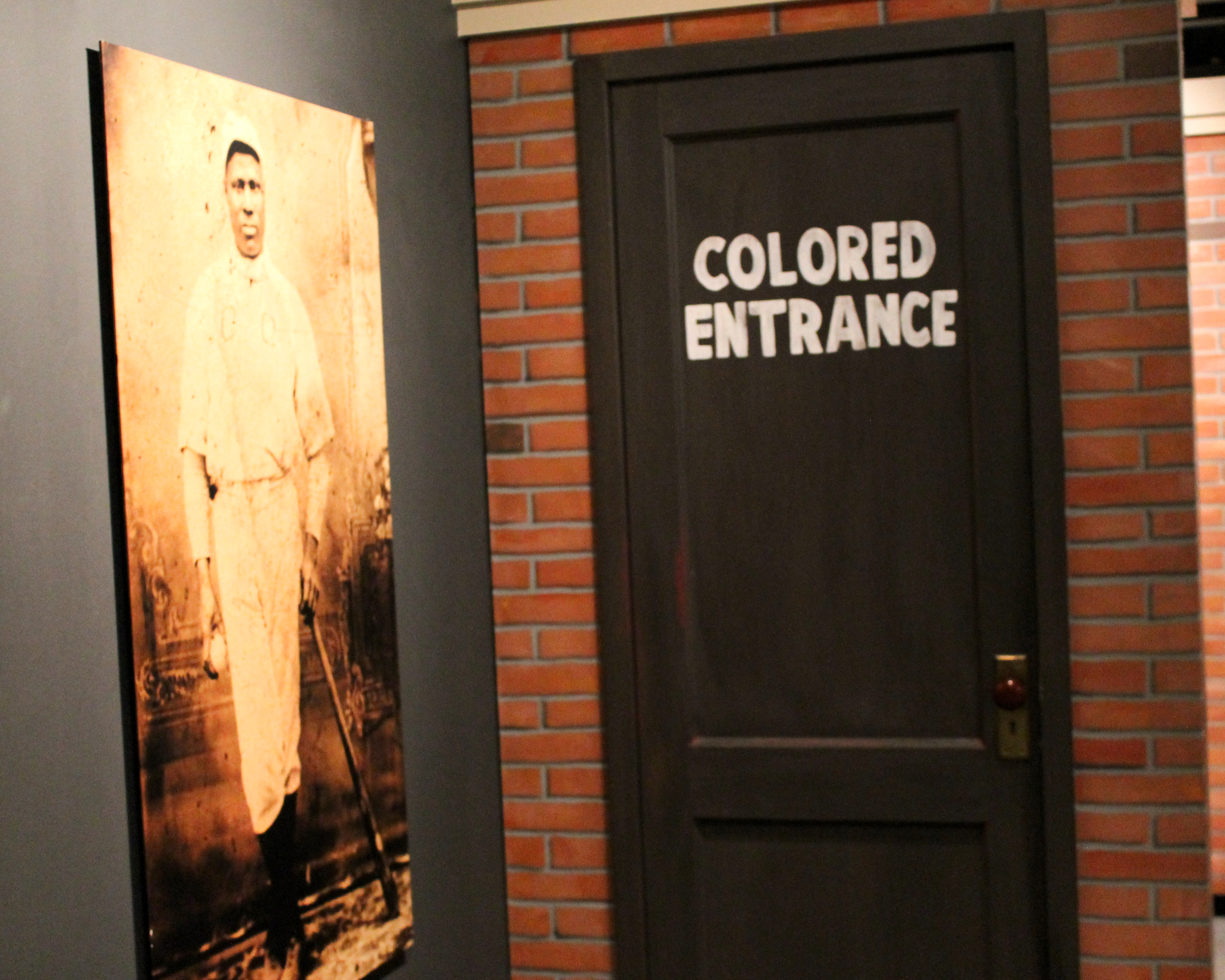
2014年黑人联盟名人堂展览